# Deep Purple
Deep Purple is een Britse hardrockband. De groepsnaam is afgeleid van de jazzklassieker Deep Purple, het favoriete nummer van de moeder (of de grootmoeder, al naargelang de bron) van gitarist Ritchie Blackmore.
Deep Purple is een van de eerste vertegenwoordigers van hardrock en ontluikende heavy metal en heeft tot 150 miljoen albums verkocht. Hun bekendste nummers zijn onder meer Smoke on the Water, Child in Time, Highway Star en Black Night. 

## Geschiedenis

### Begin
Jon Lord startte in 1968 met een band onder de naam Roundabout met gitarist Ritchie Blackmore, maar veel succes had hij niet en al snel vertrokken de drummer en de bassist. Via twee mensen die manager van de groep wilden worden, kreeg hij Nick Simper als bassist en Ian Paice als drummer. Rod Evans sloot zich bij de groep aan als zanger. 
De groep wijzigde de naam in Deep Purple en nam een cover op van Hush, wat de eerste hit werd, vooral in de Verenigde Staten. Die single werd gevolgd door een cover van Kentucky Woman van Neil Diamond, waarna de eerste lp volgde, Shades of Deep Purple. Die plaat sloeg niet aan in het Verenigd Koninkrijk, maar had redelijk succes in de Verenigde Staten. Men besloot daarom zo snel mogelijk de volgende plaat, The Book of Taliesyn, uit te brengen. 
Hierop werkte Deep Purple voor het eerst samen met een orkest (strijkers), op het nummer Anthem.
Deze lp had minder succes in de VS dan gehoopt, maar de daaropvolgende tour daar was wel succesvol. In het Verenigd Koninkrijk bleef de band vooralsnog underground.
In deze samenstelling werd een titelloos album uitgebracht, later Deep Purple genoemd. 
Hierop werkte Deep Purple voor het eerst samen met een kamerorkest, op het nummer April.
Het album was het minst succesvolle in deze samenstelling, ook wel Mark I genoemd. Het album bevatte al wel wat meer hardrock.

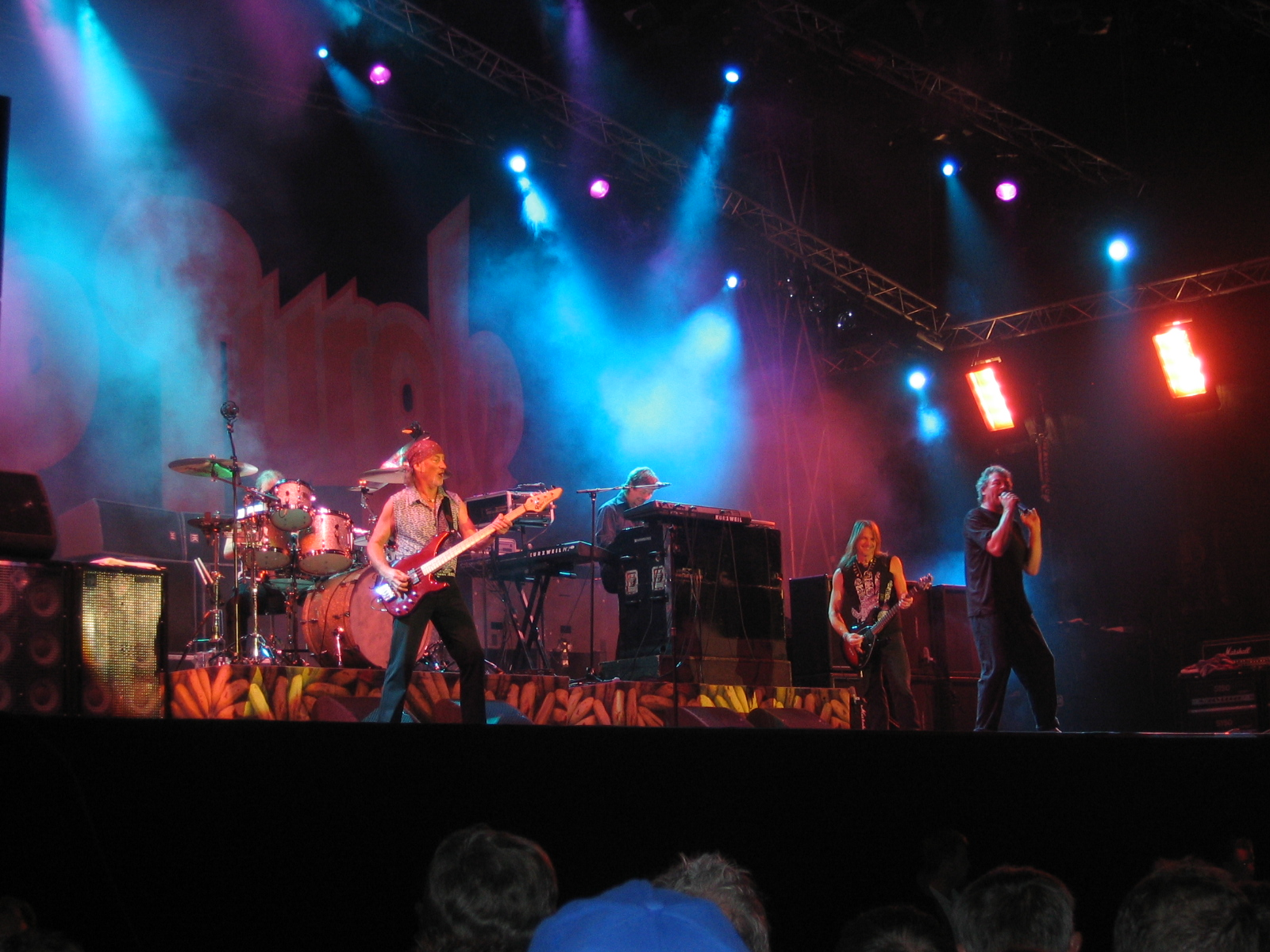
Deep Purple op Bospop, Weert in 2004

### Succes
Met het overkomen van Roger Glover en Ian Gillan van Episode Six sloeg de groep een andere weg in. In 1969 schreef Jon Lord Concerto for Group and Orchestra, waarop de band samenwerkte met het Royal Philharmonic Orchestra onder leiding van Malcolm Arnold. Op dit album is de band voor het eerst te beluisteren in de Mark II-samenstelling. De doorbraak in Europa kwam daarna met het album Deep Purple in Rock. Men vestigde daarmee zijn naam als hardrockgroep en was met groepen als Led Zeppelin en Black Sabbath een van de pioniers van deze stijl. Black Night werd een hit, maar kwam niet op het album te staan. 
Na In Rock volgde Fireball, waarvan de verkoopcijfers enigszins tegenvielen. In de VS kwam de klassieker Strange Kind of Woman op het album te staan in plaats van Demon's Eye. Het titelnummer Fireball verscheen op single.
De volgende lp, Machine Head, werd zowel artistiek als commercieel een groot succes. In de VS was de groep een mega-act geworden en Smoke on the Water was vaker op de Amerikaanse radio te horen dan het volkslied. Veel tracks van dit album kwamen in hetzelfde jaar op het dubbellivealbum Made in Japan. 
In 1973 verscheen voorlopig het laatste album in deze bezetting met Who Do We Think We Are. Woman from Tokyo werd wereldwijd op single gezet. Japan koos voor een liveversie van Black Night als A-kant.

### Uiteenvallen
Nadien werden Ian Gillan en Roger Glover vervangen door David Coverdale en bassist Glenn Hughes die allebei de lead-vocals voor hun rekening namen. In deze Mark III-bezetting verscheen het album Burn. De songs evolueerden weg van de heavy rock en invloeden uit de blues en de soul vonden hun weg. Uiteindelijk verliet Ritchie Blackmore de band waarna Tommy Bolin (ex-The James Gang) zijn plaats innam. Na enkele live-miskleunen en een knappe Bolin-gesigneerde lp Come taste the Band legde Deep Purple er tijdelijk het bijltje bij neer. Bolin maakte, na de sublieme Teaser, nog een tweede lp met zijn eigen Bolin-band en overleed kort daarna aan een overdosis drugs op het moment dat hij met zijn eigen band het voorprogramma ging verzorgen voor Jeff Beck.
Van de originele leden Nick Simper en Rod Evans bracht alleen Simper op een Duits label nog twee albums uit. Alle andere Purple-leden bouwden een vrij succesvolle carrière op, maar het succes van Deep Purple wist niemand te evenaren.

### Comebacks
In 1980 vormde Rod Evans met enkele andere muzikanten een nieuwe band met de naam Deep Purple. Bij optredens speelde deze band voornamelijk nummers van de Mark-II-bezetting. Ritchie Blackmore ging naar de rechter die bepaalde dat de naam Deep Purple slechts gevoerd kon worden door een band met ten minste twee leden uit de Mark-II bezetting. Bovendien verloor Evans al zijn rechten op royalty's. 
In de jaren 1980 volgde het Mark II-reüniealbum Perfect Strangers, waarmee de groep er weer stevig tegenaan ging. Maar ook hier liep het weer uit op onderlinge problemen, met Gillan die de band verliet. Op het album Slaves and Masters is Joe Lynn Turner (ex-Rainbow) op zang te horen. Op het volgende album The Battle Rages On... keerde Ian Gillan terug. Tijdens de tournee voor dit album stapte Blackmore op en werd Joe Satriani tijdelijk zijn opvolger. Ritchie Blackmore richtte in 1996 zijn eigen band Blackmore's Night op.
De laatsten die de groep versterkten waren Don Airey en Steve Morse. Het eerste album met Morse, Purpendicular, werd goed ontvangen. 
In 1999 werd na 30 jaar weer opgetreden met een orkest. Met de London Symphony Orchestra onder leiding van Paul Mann werd het Concerto uit 1969 opnieuw gespeeld. Op het album en dvd die verschenen zijn vele gasten te horen zoals Ronnie James Dio en Sam Brown.

### Na 2000

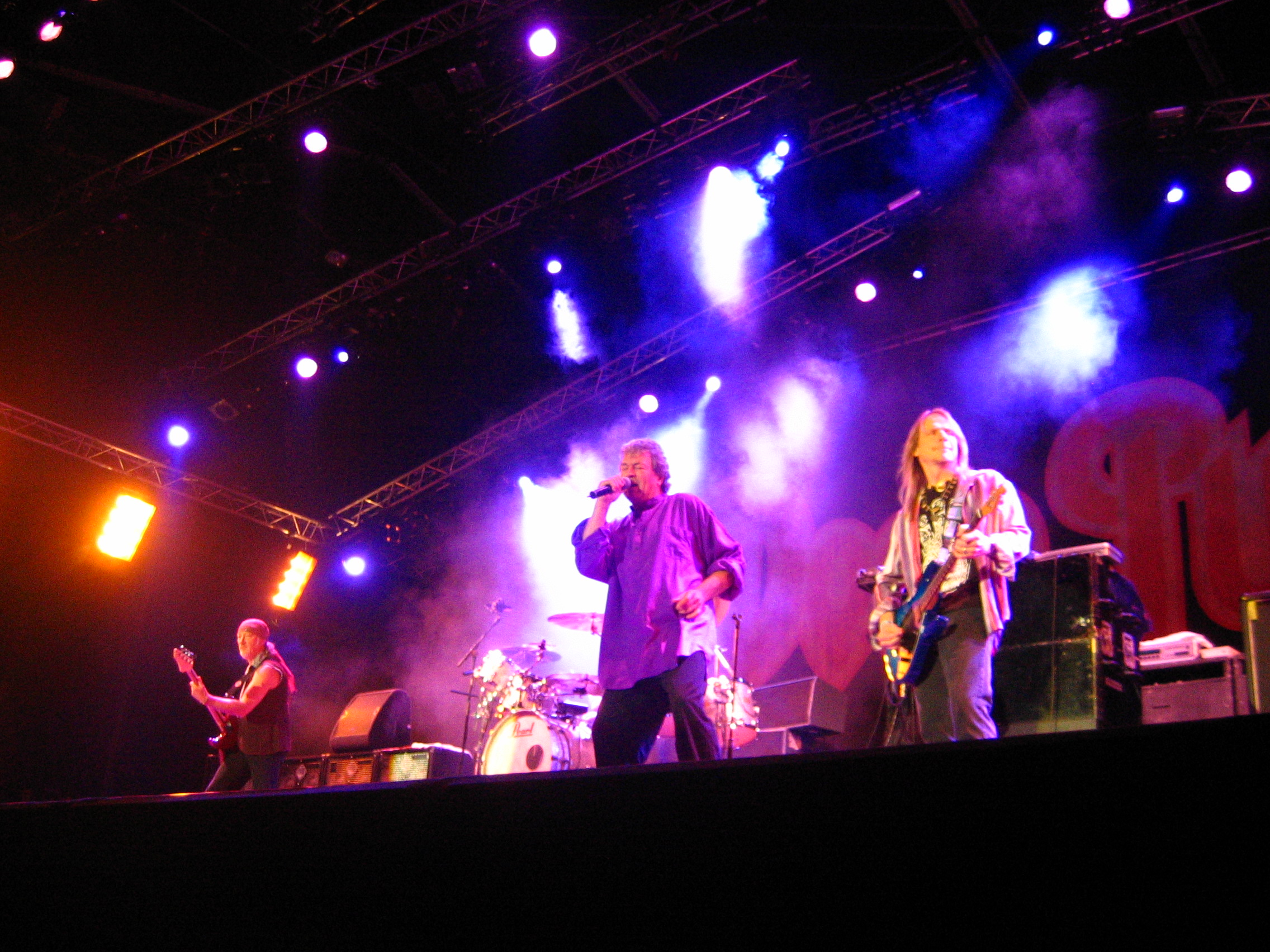
Deep Purple op Bospop, Weert in 2004

Medeoprichter en toetsenist Jon Lord stapte in 2002 uit de band en werd vervangen door Don Airey. Lord overleed op 16 juli 2012 op 71-jarige leeftijd in de London Clinic aan de gevolgen van een longembolie, na een lang ziekbed. De samenstelling sinds 2002 is Airey, Gillan, Glover, Morse en Paice, en in deze samenstelling hebben ze opgetreden tot 2022. 
In januari 2006 begon Deep Purple aan de ongeveer twee jaar durende wereldtournee Rapture of the Deep. Op 18 april 2006 werd de nieuwe Ian Gillan-cd/dvd Gillan's Inn uitgebracht. Op 9 juni 2006 speelden ze voor de tweede keer op het Arrow Rock Festival te Lichtenvoorde. Tijdens de uitvoering van het nummer Smoke on the Water speelde de gitarist Neal Schon van Journey ook mee.
Op 13 november 2006 gaf Deep Purple een eenmalig concert in muziektempel Nikaïa in Nice in Zuid-Frankrijk. Er volgde een drie jaar durende tournee Rapture of the Deep.
Deep Purple was op 15 juli 2006 ook de afsluiter van het Montreux Jazz Festival, dat dat jaar 40 jaar bestond. Deep Purple deed daar voor de derde keer mee, ook vanwege hun speciale band met Montreux door het nummer Smoke on the Water. Deep Purple heeft ook zijn eigen monument aan de boulevard in Montreux.
In 2013 verscheen Now What?!. In januari 2017 lanceerde Deep Purple Infinite met 10 nieuwe nummers.
In juli 2022 werd bekendgemaakt dat Steve Morse de band had verlaten om zorg te verlenen aan zijn ernstig zieke vrouw. Hij werd op zijn eigen voordracht vervangen door Simon McBride.

## Discografie

### Albums
| Album                                                                         | Verschijnen      | Label                                  | Type          | Hitlijsten | Hitlijsten | Hitlijsten | Hitlijsten | Hitlijsten | Hitlijsten | Zang                         | Gitaar            | Basgitaar    | Drum      | Keyboard  | Lineup               |
| Album                                                                         | Verschijnen      | Label                                  | Type          | BE (VL)    | BE (VL)    | NL         | NL         | VK         | VS         | Zang                         | Gitaar            | Basgitaar    | Drum      | Keyboard  | Lineup               |
| Album                                                                         | Verschijnen      | Label                                  | Type          | Piek       | Weken      | Piek       | Weken      | Piek       | Piek       | Zang                         | Gitaar            | Basgitaar    | Drum      | Keyboard  | Lineup               |
| ----------------------------------------------------------------------------- | ---------------- | -------------------------------------- | ------------- | ---------- | ---------- | ---------- | ---------- | ---------- | ---------- | ---------------------------- | ----------------- | ------------ | --------- | --------- | -------------------- |
| Shades of Deep Purple                                                         | 17 juli 1968     | Tetragrammaton / Parlophone            | Studio        |            |            |            |            |            | 24         | Rod Evans                    | Ritchie Blackmore | Nick Simper  | Ian Paice | Jon Lord  | Mark I (1968–1969)   |
| Inglewood: Live in California                                                 | 2002             | Purple                                 | Live          |            |            |            |            |            |            | Rod Evans                    | Ritchie Blackmore | Nick Simper  | Ian Paice | Jon Lord  | Mark I (1968–1969)   |
| The Book of Taliesyn                                                          | oktober 1968     | Tetragrammaton, Harvest / EMI, Polydor | Studio        |            |            |            |            |            | 54         | Rod Evans                    | Ritchie Blackmore | Nick Simper  | Ian Paice | Jon Lord  | Mark I (1968–1969)   |
| Deep Purple                                                                   | mei 1969         | Tetragrammaton, Harvest, Polydor       | Studio        |            |            |            |            |            | 162        | Rod Evans                    | Ritchie Blackmore | Nick Simper  | Ian Paice | Jon Lord  | Mark I (1968–1969)   |
| Concerto for Group and Orchestra (met Royal Philharmonic Orchestra)           | december 1969    | Tetragrammaton, Harvest, Polydor       | Live          |            |            |            |            | 26         | 149        | Ian Gillan                   | Ritchie Blackmore | Roger Glover | Ian Paice | Jon Lord  | Mark II (1969–1973)  |
| Live in Montreux 69                                                           | 28 augustus 2006 | Sonic Zoom                             | Live          |            |            |            |            |            |            | Ian Gillan                   | Ritchie Blackmore | Roger Glover | Ian Paice | Jon Lord  | Mark II (1969–1973)  |
| Deep Purple in Rock                                                           | 3 juni 1970      | Harvest                                | Studio        |            |            |            |            | 4          | 143        | Ian Gillan                   | Ritchie Blackmore | Roger Glover | Ian Paice | Jon Lord  | Mark II (1969–1973)  |
| Space Vol 1 & 2 (Live in Aachen 1970)                                         | 2004             | Purple                                 | Live          |            |            |            |            |            |            | Ian Gillan                   | Ritchie Blackmore | Roger Glover | Ian Paice | Jon Lord  | Mark II (1969–1973)  |
| Gemini Suite Live                                                             | december 1993    | RPM, Purple                            | Live          |            |            |            |            |            |            | Ian Gillan                   | Ritchie Blackmore | Roger Glover | Ian Paice | Jon Lord  | Mark II (1969–1973)  |
| BBC Sessions 1968–1970                                                        | 7 november 2011  | EMI                                    | Live          |            |            |            |            |            |            | Ian Gillan                   | Ritchie Blackmore | Roger Glover | Ian Paice | Jon Lord  | Mark II (1969–1973)  |
| Scandinavian Nights                                                           | oktober 1988     | Connoisseur Collection                 | Live          |            |            |            |            |            |            | Ian Gillan                   | Ritchie Blackmore | Roger Glover | Ian Paice | Jon Lord  | Mark II (1969–1973)  |
| Fireball                                                                      | 9 juli 1971      | Harvest, Warner Bros.                  | Studio        |            |            | 3          | 9          | 1          | 32         | Ian Gillan                   | Ritchie Blackmore | Roger Glover | Ian Paice | Jon Lord  | Mark II (1969–1973)  |
| Long Beach 1971                                                               | 2014             | earMUSIC                               | Live          |            |            |            |            |            |            | Ian Gillan                   | Ritchie Blackmore | Roger Glover | Ian Paice | Jon Lord  | Mark II (1969–1973)  |
| Live in Denmark 1972                                                          | 1 maart 2007     | Sonic Zoom                             | Live          | 132        |            |            |            |            |            | Ian Gillan                   | Ritchie Blackmore | Roger Glover | Ian Paice | Jon Lord  | Mark II (1969–1973)  |
| Deep Purple in Concert                                                        | december 1980    | Harvest, Spitfire, Purple              | Live          |            |            |            |            | 30         | 206        | Ian Gillan                   | Ritchie Blackmore | Roger Glover | Ian Paice | Jon Lord  | Mark II (1969–1973)  |
| Machine Head                                                                  | 25 maart 1972    | Purple, Warner Bros.                   | Studio        |            |            | 2          | 9          | 1          | 7          | Ian Gillan                   | Ritchie Blackmore | Roger Glover | Ian Paice | Jon Lord  | Mark II (1969–1973)  |
| Made in Japan                                                                 | december 1972    | Purple, Warner Bros.                   | Live          |            |            | 4          | 13         | 16         | 6          | Ian Gillan                   | Ritchie Blackmore | Roger Glover | Ian Paice | Jon Lord  | Mark II (1969–1973)  |
| Who Do We Think We Are                                                        | januari 1973     | Purple, Warner Bros.                   | Studio        |            |            | 5          | 10         | 4          | 15         | Ian Gillan                   | Ritchie Blackmore | Roger Glover | Ian Paice | Jon Lord  | Mark II (1969–1973)  |
| Burn                                                                          | 15 februari 1974 | Purple, Warner Bros.                   | Studio        |            |            | 7          | 4          | 3          | 9          | David Coverdale Glenn Hughes | Ritchie Blackmore | Glenn Hughes | Ian Paice | Jon Lord  | Mark III (1973–1975) |
| California Jamming                                                            | 1996             | Purple                                 | Live          |            |            |            |            |            |            | David Coverdale Glenn Hughes | Ritchie Blackmore | Glenn Hughes | Ian Paice | Jon Lord  | Mark III (1973–1975) |
| Perks and Tit                                                                 | 2004             | Purple                                 | Live          |            |            |            |            |            |            | David Coverdale Glenn Hughes | Ritchie Blackmore | Glenn Hughes | Ian Paice | Jon Lord  | Mark III (1973–1975) |
| Live in London                                                                | 1982             | Harvest                                | Live          |            |            |            |            | 23         |            | David Coverdale Glenn Hughes | Ritchie Blackmore | Glenn Hughes | Ian Paice | Jon Lord  | Mark III (1973–1975) |
| Stormbringer                                                                  | november 1974    | Purple, Warner Bros.                   | Studio        |            |            |            |            | 6          | 20         | David Coverdale Glenn Hughes | Ritchie Blackmore | Glenn Hughes | Ian Paice | Jon Lord  | Mark III (1973–1975) |
| Mk III: The final concerts                                                    | 1996             | Connoisseur Collection                 | Live          |            |            |            |            |            |            | David Coverdale Glenn Hughes | Ritchie Blackmore | Glenn Hughes | Ian Paice | Jon Lord  | Mark III (1973–1975) |
| Made in Europe                                                                | oktober 1976     | EMI / Purple, Warner Bros.             | Live          |            |            |            |            | 12         | 148        | David Coverdale Glenn Hughes | Ritchie Blackmore | Glenn Hughes | Ian Paice | Jon Lord  | Mark III (1973–1975) |
| Graz 1975                                                                     | 2014             | earMUSIC                               | Live          |            |            | 88         | 1          | 92         |            | David Coverdale Glenn Hughes | Ritchie Blackmore | Glenn Hughes | Ian Paice | Jon Lord  | Mark III (1973–1975) |
| Live in Paris 1975                                                            | 5 april 2001     | Purple                                 | Live          |            |            |            |            |            |            | David Coverdale Glenn Hughes | Ritchie Blackmore | Glenn Hughes | Ian Paice | Jon Lord  | Mark III (1973–1975) |
| Come Taste the band                                                           | 10 oktober 1975  | Purple, Warner Bros.                   | Studio        |            |            | 12         | 6          | 19         | 43         | David Coverdale Glenn Hughes | Tommy Bolin       | Glenn Hughes | Ian Paice | Jon Lord  | Mark IV (1975–1976)  |
| Last concert in Japan                                                         | 16 maart 1976    | Purple, Warner Bros.                   | Live          |            |            |            |            |            |            | David Coverdale Glenn Hughes | Tommy Bolin       | Glenn Hughes | Ian Paice | Jon Lord  | Mark IV (1975–1976)  |
| This time around: Live in Tokyo                                               | september 2001   | Purple                                 | Live          |            |            |            |            |            |            | David Coverdale Glenn Hughes | Tommy Bolin       | Glenn Hughes | Ian Paice | Jon Lord  | Mark IV (1975–1976)  |
| Phoenix Rising                                                                | 11 mei 2011      | Edel                                   | Live          |            |            |            |            | 188        |            | David Coverdale Glenn Hughes | Tommy Bolin       | Glenn Hughes | Ian Paice | Jon Lord  | Mark IV (1975–1976)  |
| King biscuit flower hour presents: Deep Purple in concert                     | juli 1995        | King Biscuit Flower Hour               | Live          |            |            |            |            |            |            | David Coverdale Glenn Hughes | Tommy Bolin       | Glenn Hughes | Ian Paice | Jon Lord  | Mark IV (1975–1976)  |
| Ontbonden (1976–1984)                                                         |                  |                                        |               |            |            |            |            |            |            |                              |                   |              |           |           |                      |
| Perfect Strangers                                                             | 29 oktober 1984  | Polydor, Mercury                       | Studio        |            |            | 16         | 6          | 5          | 17         | Ian Gillan                   | Ritchie Blackmore | Roger Glover | Ian Paice | Jon Lord  | Mark II (1984–1989)  |
| In the absence of pink: Knebworth '85                                         | april 1991       | Connoisseur Collection                 | Live          |            |            |            |            |            |            | Ian Gillan                   | Ritchie Blackmore | Roger Glover | Ian Paice | Jon Lord  | Mark II (1984–1989)  |
| The house of blue light                                                       | 12 januari 1987  | Polydor, Mercury                       | Studio        |            |            | 11         | 9          | 10         | 34         | Ian Gillan                   | Ritchie Blackmore | Roger Glover | Ian Paice | Jon Lord  | Mark II (1984–1989)  |
| Nobody's Perfect                                                              | mei 1988         | Polydor, Mercury                       | Live          |            |            | 44         | 3          | 38         | 105        | Ian Gillan                   | Ritchie Blackmore | Roger Glover | Ian Paice | Jon Lord  | Mark II (1984–1989)  |
| Slaves andmasters                                                             | 5 oktober 1990   | RCA / BMG                              | Studio        |            |            | 72         | 4          | 45         | 87         | Joe Lynn Turner              | Ritchie Blackmore | Roger Glover | Ian Paice | Jon Lord  | Mark V (1989–1992)   |
| The battle rages on...                                                        | 2 juli 1993      | RCA / BMG                              | Studio        |            |            | 39         | 8          | 21         | 192        | Ian Gillan                   | Ritchie Blackmore | Roger Glover | Ian Paice | Jon Lord  | Mark II (1992–1993)  |
| Come hell or high water                                                       | 7 november 1994  | RCA / BMG                              | Live          |            |            |            |            |            |            | Ian Gillan                   | Ritchie Blackmore | Roger Glover | Ian Paice | Jon Lord  | Mark II (1992–1993)  |
| Live in Europe 1993                                                           | 7 november 2006  | Sony / BMG                             | Live          |            |            |            |            |            |            | Ian Gillan                   | Ritchie Blackmore | Roger Glover | Ian Paice | Jon Lord  | Mark II (1992–1993)  |
| Purpendicular                                                                 | 17 februari 1996 | RCA / BMG, CMC                         | Studio        |            |            | 87         | 6          | 58         |            | Ian Gillan                   | Steve Morse       | Roger Glover | Ian Paice | Jon Lord  | Mark VII (1994–2002) |
| Live at the Olympia '96                                                       | 9 juni 1997      | EMI / Thames                           | Live          |            |            |            |            |            |            | Ian Gillan                   | Steve Morse       | Roger Glover | Ian Paice | Jon Lord  | Mark VII (1994–2002) |
| Live at Montreux 1996                                                         | 1 mei 2006       | Eagle                                  | Live          |            |            |            |            |            |            | Ian Gillan                   | Steve Morse       | Roger Glover | Ian Paice | Jon Lord  | Mark VII (1994–2002) |
| Abandon                                                                       | 2 juni 1998      | EMI, CMC / BMG                         | Studio        |            |            |            |            | 76         |            | Ian Gillan                   | Steve Morse       | Roger Glover | Ian Paice | Jon Lord  | Mark VII (1994–2002) |
| Total abandon: Australia '99                                                  | september 1999   | EMI / Thames, Eagle                    | Live          |            |            |            |            |            |            | Ian Gillan                   | Steve Morse       | Roger Glover | Ian Paice | Jon Lord  | Mark VII (1994–2002) |
| In concert with the London Symphony Orchestra (met London Symphony Orchestra) | 8 februari 2000  | Eagle                                  | Live          |            |            | 86         | 2          | 101        |            | Ian Gillan                   | Steve Morse       | Roger Glover | Ian Paice | Jon Lord  | Mark VII (1994–2002) |
| Live at the Rotterdam Ahoy                                                    | 2001             | Thames / Thompson                      | Live          |            |            |            |            |            |            | Ian Gillan                   | Steve Morse       | Roger Glover | Ian Paice | Jon Lord  | Mark VII (1994–2002) |
| The soundboard series                                                         | 2001             | Thames / Thompson                      | Live / Boxset |            |            |            |            |            |            | Ian Gillan                   | Steve Morse       | Roger Glover | Ian Paice | Jon Lord  | Mark VII (1994–2002) |
| Bananas                                                                       | 9 september 2003 | EMI, Sanctuary                         | Studio        |            |            |            |            | 85         |            | Ian Gillan                   | Steve Morse       | Roger Glover | Ian Paice | Don Airey | Mark VIII (2002–)    |
| Rapture of the Deep                                                           | 24 oktober 2005  | Edel, Eagle, Victor                    | Studio        |            |            |            |            | 81         |            | Ian Gillan                   | Steve Morse       | Roger Glover | Ian Paice | Don Airey | Mark VIII (2002–)    |
| Live at Montreux 2006                                                         | 12 juni 2007     | Eagle                                  | Live          |            |            |            |            |            |            | Ian Gillan                   | Steve Morse       | Roger Glover | Ian Paice | Don Airey | Mark VIII (2002–)    |
| Live at Montreux 2011                                                         | 7 november 2011  | Eagle                                  | Live          |            |            |            |            |            |            | Ian Gillan                   | Steve Morse       | Roger Glover | Ian Paice | Don Airey | Mark VIII (2002–)    |
| Now what?!                                                                    | 26 april 2013    | earMUSIC, Eagle, Victor                | Studio        |            |            | 12         | 4          | 19         | 110        | Ian Gillan                   | Steve Morse       | Roger Glover | Ian Paice | Don Airey | Mark VIII (2002–)    |
| From the setting sun... (in Wacken)                                           | 28 augustus 2015 | earMUSIC                               | Live          |            |            | 35         | 1          |            |            | Ian Gillan                   | Steve Morse       | Roger Glover | Ian Paice | Don Airey | Mark VIII (2002–)    |
| ...To the rising sun (in Tokyo)                                               | 9 september 2015 | Victor                                 | Live          |            |            | 46         | 1          |            |            | Ian Gillan                   | Steve Morse       | Roger Glover | Ian Paice | Don Airey | Mark VIII (2002–)    |
| Infinite                                                                      | 7 april 2017     | earMUSIC                               | Studio        |            |            | 6          | 4          | 6          | 105        | Ian Gillan                   | Steve Morse       | Roger Glover | Ian Paice | Don Airey | Mark VIII (2002–)    |
| Whoosh!                                                                       | 7 Augustus 2020  | earMUSIC                               | Studio        |            |            |            |            |            |            | Ian Gillan                   | Steve Morse       | Roger Glover | Ian Paice | Don Airey | Mark VIII (2002–)    |

#### Verzamelalbums
| Album                                                                | Verschijnen       | Label                 | Hitlijsten | Hitlijsten | Hitlijsten | Hitlijsten | Hitlijsten | Hitlijsten |
| Album                                                                | Verschijnen       | Label                 | BE (VL)    | BE (VL)    | NL         | NL         | VK         | VS         |
| Album                                                                | Verschijnen       | Label                 | Piek       | Weken      | Piek       | Weken      | Piek       | Piek       |
| -------------------------------------------------------------------- | ----------------- | --------------------- | ---------- | ---------- | ---------- | ---------- | ---------- | ---------- |
| Purple passages                                                      | november 1972     | Warner Bros.          |            |            |            |            |            | 57         |
| Mark I & II                                                          | december 1973     | Purple                |            |            | 4          |            | 14         |            |
| 24 carat purple                                                      | juni 1975         | Purple                |            |            |            |            |            |            |
| Powerhouse                                                           | december 1977     | EMI                   |            |            |            |            |            |            |
| When we rock, we rock, and when we roll, we roll                     | 21 september 1978 | Warner Bros.          |            |            |            |            |            | 201        |
| The Deep Purple singles A's and B's                                  | oktober 1978      | Harvest               |            |            |            |            |            |            |
| The Mark II Purple singles                                           | april 1979        | Purple                |            |            |            |            | 24         |            |
| Deepest Purple: The very best of Deep Purple                         | juli 1980         | Harvest, Warner Bros. |            |            |            |            | 1          | 148        |
| Greatest Purple                                                      | januari 1985      | EMI                   |            |            |            |            |            |            |
| The anthology                                                        | mei 1985          | Harvest               |            |            | 86         |            | 50         |            |
| Knocking at your back door: The best of Deep Purple in the 80's      | 1992              | Mercury / PolyGram    |            |            |            |            |            |            |
| Smoke on the water: The best of                                      | 9 december 1994   | EMI                   |            |            |            |            |            |            |
| 30: Very best of Deep Purple                                         | 3 november 1998   | EMI                   |            |            |            |            | 39         |            |
| Smoke on the water                                                   | 1998              | PGD Special Markets   |            |            |            |            |            |            |
| Shades 1968–1998                                                     | 16 maart 1999     | Rhino                 |            |            |            |            |            |            |
| The very best of Deep Purple                                         | 2000              | Rhino / Warner Bros.  |            |            |            |            |            |            |
| Days may come and days may go (The California rehearsals, june 1975) | 14 maart 2000     | Purple, Victor        |            |            |            |            |            |            |
| 1420 Beachwood Drive (The California rehearsals Pt 2)                | 2000              | Purple                |            |            |            |            |            |            |
| Smoke on the water & other hits                                      | 2001              | Flashback / Rhino     |            |            |            |            |            |            |
| Listen, learn, read on                                               | 8 oktober 2002    | EMI                   |            |            |            |            |            |            |
| Winning combinations: Deep Purple and Rainbow                        | 17 juni 2003      | Universal             |            |            |            |            |            |            |
| Purple hits                                                          | juni 2003         | EMI                   |            |            |            |            |            |            |
| The early years                                                      | 1 maart 2004      | EMI                   |            |            |            |            |            |            |
| Deep Purple forever - The very best of                               | 17 maart 2005     | EMI                   |            |            |            |            |            |            |
| The platinum collection                                              | 21 maart 2005     | EMI                   |            |            |            |            | 39         |            |
| Very best of                                                         | maart 2008        | EMI                   |            |            |            |            | 43         |            |
| The vinyl collection                                                 | 29 januari 2016   | Universal             |            |            |            |            |            |            |

### Singles
| Single                          | Verschijnen      | Album                   | Hitlijsten | Hitlijsten | Hitlijsten | Hitlijsten | Hitlijsten | Hitlijsten |
| Single                          | Verschijnen      | Album                   | BE (VL)    | BE (VL)    | NL         | NL         | VK         | VS         |
| Single                          | Verschijnen      | Album                   | Piek       | Weken      | Piek       | Weken      | Piek       | Piek       |
| ------------------------------- | ---------------- | ----------------------- | ---------- | ---------- | ---------- | ---------- | ---------- | ---------- |
| Hush                            | 1968             | Shades of Deep Purple   | -          | -          | -          | -          | -          | 4          |
| Kentucky woman                  | 6 december 1968  | The Book of Taliesyn    | -          | -          | -          | -          | -          | 38         |
| River Deep - Mountain High      | 1969             | The Book of Taliesyn    | -          | -          | -          | -          | -          | 53         |
| Emmaretta                       | 1969             |                         | -          | -          | -          | -          | -          | 128        |
| Hallelujah                      | 1969             | -                       | -          | -          | -          | -          | 108        |            |
| Black Night                     | 5 juni 1970      | -                       | -          | 11         | 13         | 2          | 66         |            |
| Child in Time                   | juni 1970        | Deep Purple in Rock     | -          | -          | 9          | 22         | -          | -          |
| Strange kind of woman           | februari 1971    |                         | -          | -          | -          | -          | 8          | -          |
| Fireball                        | oktober 1971     | Fireball                | -          | -          | 25         | 5          | 15         | -          |
| Never before                    | 18 maart 1972    | Machine Head            | -          | -          | -          | -          | -          | -          |
| Smoke on the Water              | mei 1973         | Machine Head            | -          | -          | 12         | 5          | 21         | 4          |
| Woman from Tokyo                | 1973             | Who Do We Think We Are  | -          | -          | 8          | 6          | -          | 60         |
| Might just take your life       | 12 februari 1974 | Burn                    | -          | -          | -          | -          | -          | 91         |
| Burn                            | 1974             | Burn                    | -          | -          | -          | -          | 45         | 105        |
| You can't do it right           | 1974             | Stormbringer            | -          | -          | -          | -          | -          | -          |
| Stormbringer                    | 1974             | Stormbringer            | -          | -          | -          | -          | -          | -          |
| You keep on moving              | 1976             | Come taste the band     | -          | -          | -          | -          | -          | -          |
| Gettin' tighter                 | 1976             | Come taste the band     | -          | -          | -          | -          | -          | -          |
| Black Night (live)              | juli 1980        | Deep Purple in concert  | -          | -          | -          | -          | 43         | -          |
| Smoke on the Water (live)       | oktober 1980     | Deep Purple in concert  | -          | -          | -          | -          | -          | -          |
| Perfect Strangers               | oktober 1984     | Perfect Strangers       | -          | -          | -          | -          | 48         | -          |
| Knocking at your back door      | oktober 1984     | Perfect Strangers       | -          | -          | -          | -          | 65         | 61         |
| Nobody's home                   | 1985             | Perfect Strangers       | -          | -          | -          | -          | -          | -          |
| Call of the wild                | 1987             | The house of blue light | -          | -          | -          | -          | 92         | -          |
| Bad Attitude                    | 1987             | The house of blue light | -          | -          | -          | -          | -          | -          |
| Hush (live)                     | juni 1988        | Nobody's perfect        | -          | -          | -          | -          | 62         | -          |
| King of dreams                  | 1990             | Slaves and masters      | -          | -          | -          | -          | 70         | -          |
| Fire in the basement            | 1991             | Slaves and masters      | -          | -          | -          | -          | -          | -          |
| Love conquers all               | 1991             | Slaves and masters      | -          | -          | -          | -          | 57         | -          |
| The battle rages on             | 1993             | The battle rages on...  | -          | -          | -          | -          | -          | -          |
| Anya                            | juli 1993        | The battle rages on...  | -          | -          | -          | -          | -          | -          |
| Time to kill                    | 1993             | The battle rages on...  | -          | -          | -          | -          | -          | -          |
| Black Night (remix)             | 1995             |                         | -          | -          | -          | -          | 66         | -          |
| Sometimes I feel like screaming | 17 februari 1996 | Purpendicular           | -          | -          | -          | -          | -          | -          |
| Any fule kno that               | 2 juni 1998      | Abandon                 | -          | -          | -          | -          | -          | -          |
| Haunted                         | 2003             | Bananas                 | -          | -          | -          | -          | -          | -          |
| House of Pain                   | 2003             | Bananas                 | -          | -          | -          | -          | -          | -          |
| Rapture of the deep             | 2005             | Rapture of the Deep     | -          | -          | -          | -          | -          | -          |
| Hush (live)                     | 2011             | BBC sessions 1968–1970  | -          | -          | -          | -          | -          | -          |
| All the time in the world       | 29 maart 2013    | Now What?!              | -          | -          | -          | -          | -          | -          |
| Vincent Price                   | 7 juni 2013      | Now What?!              | -          | -          | -          | -          | -          | -          |
| Above and Beyond                | 24 oktober 2013  | Now What?!              | -          | -          | -          | -          | -          | -          |
| Out of hand                     | 18 april 2015    | Now What?!              | -          | -          | -          | -          | -          | -          |
| Time for Bedlam                 | 3 februari 2017  | Infinite                | -          | -          | -          | -          | -          | -          |
| All I got is you                | 10 maart 2017    | Infinite                | -          | -          | -          | -          | -          | -          |
| Limitless                       | 11 maart 2017    | Infinite                | -          | -          | -          | -          | -          | -          |
| Johnny's band                   | 4 augustus 2017  | Infinite                | -          | -          | -          | -          | -          | -          |
| Throw My Bones                  | 20 maart 2020    | Whoosh!                 | -          | -          | -          | -          | -          | -          |
| Man Alive                       | 30 april 2020    | Whoosh!                 | -          | -          | -          | -          | -          | -          |
| Nothing At All                  | 10 juli 2020     | Whoosh!                 | -          | -          | -          | -          | -          | -          |

### Video's
| Album                                                            | Opname                               | Verschijnen       | Label               | Type                    | Hitlijsten | Hitlijsten | Hitlijsten | Hitlijsten | Hitlijsten | Hitlijsten | Hitlijsten  |
| Album                                                            | Opname                               | Verschijnen       | Label               | Type                    | BE (VL)    | BE (VL)    | NL         | NL         | VK         | VS         |             |
| Album                                                            | Opname                               | Verschijnen       | Label               | Type                    | Piek       | Weken      | Piek       | Weken      | Piek       | Weken      | Opmerkingen |
| ---------------------------------------------------------------- | ------------------------------------ | ----------------- | ------------------- | ----------------------- | ---------- | ---------- | ---------- | ---------- | ---------- | ---------- | ----------- |
| Concerto for Group and Orchestra                                 | 24 september 1969                    | 1985              | BBC Video           | VHS, laserdisc          |            |            |            |            |            |            |             |
| Doing their thing                                                | 21 augustus 1970                     | 1990              | Granada             | VHS, laserdisc          |            |            |            |            |            |            |             |
| Scandinavian nights                                              | 12 november 1970                     |                   |                     | VHS, laserdisc          |            |            |            |            |            |            |             |
| Machine head Live                                                | 1 maart 1972                         | 1987              | VAP                 | VHS, laserdisc          |            |            |            |            |            |            |             |
| California Jam                                                   | 6 april 1974                         | 1981              | BBC Video           | VHS, Betamax, laserdisc |            |            | 15         | 18         |            |            |             |
| Rises over Japan                                                 | 15 december 1975                     | 1985              |                     | VHS, laserdisc          |            |            |            |            |            |            |             |
| Phoenix rising                                                   | 15 december 1975                     | 11 mei 2011       | Edel                | dvd, blu-ray            |            |            |            |            |            |            |             |
| History, hits & highlights '68–'76                               | 1968 - 1976                          | 3 juni 2009       | Eagle               | dvd                     |            |            |            |            |            |            |             |
| Perfect strangers live                                           | 12 december 1984                     | 14 oktober 2013   | Eagle               | dvd                     |            |            | 20         | 1          |            |            |             |
| Come hell or high water                                          | 16 oktober 1993                      | november 1994     | RCA / BMG           | VHS, laserdisc          |            |            |            |            |            |            |             |
| Bombay calling                                                   | 8 april 1995                         | 2000              | Thames / Thompson   | dvd                     |            |            |            |            |            |            |             |
| Live encounters                                                  | 6 juni 1996                          | 12 oktober 2004   | Thames              | dvd                     |            |            |            |            |            |            |             |
| Live at Montreux 1996                                            | 9 juli 1996                          | mei 2006          | Eagle               | dvd                     |            |            | 25         | 1          |            |            |             |
| Total abandon: Australia '99                                     | 20 april 1999                        | september 1999    | EMI / Thames, Eagle | dvd                     |            |            |            |            |            |            |             |
| In concert with the London Symphony Orchestra                    | 25 september 1999, 26 september 1999 | 8 februari 2000   | Eagle               | dvd                     |            |            | 86         |            | 101        |            |             |
| Around the World 1995 – 1999                                     | 1995 – 1999                          | 2000              | Thames              | dvd                     |            |            |            |            |            |            |             |
| New, live & rare - The video collection 1984 - 2000              | 1984 - 2000                          |                   | Thompson            | dvd                     |            |            |            |            |            |            |             |
| Classic albums: Deep Purple – The making of Machine head         |                                      | 27 november 2002  | Eagle Rock          | dvd                     |            |            |            |            |            |            |             |
| Perihelion                                                       | 5 juni 2001                          | 12 augustus 2002  | Thames              | dvd                     |            |            | 19         | 4          |            |            |             |
| They all came down to Montreux: Live at Montreux 2006            | 15 juli 2006                         | 12 juni 2007      | Eagle               | dvd                     |            |            | 17         | 6          |            |            |             |
| Around the world live                                            | 1995–2007                            | 19 mei 2008       | Eagle               | dvd                     |            |            |            |            |            |            |             |
| Deep Purple with Orchestra: Live at Montreux 2011                | 16 juli 2011                         | 7 november 2011   | Eagle               | dvd                     |            |            |            |            |            |            |             |
| Live in Verona                                                   | 18 juli 2011                         | 21 oktober 2014   | Eagle Rock          | dvd, blu-ray            |            |            | 12         | 8          |            |            |             |
| From the setting sun... (in Wacken)                              | 1 augustus 2013                      | 28 augustus 2015  | earMUSIC            | dvd                     |            |            | 6          | 4          |            |            |             |
| Celebrating Jon Lord at the Royal Albert hall                    | 4 april 2014                         | 26 september 2014 | Edel                | dvd, blu-ray            |            |            | 4          | 9          |            |            |             |
| ...To the rising sun (in Tokyo)                                  | 12 april 2014                        | 9 september 2015  | Victor              | dvd                     |            |            | 9          | 5          |            |            |             |
| From the setting sun (in Wacken)... to the rising sun (in Tokyo) | 1 augustus 2013, 12 april 2014       | 2017              | earMUSIC            | dvd                     |            |            | 2          | 9          |            |            |             |
| From Here To Infinite - The Movie                                | 2016-2017                            | 2017              | earMUSIC            | blu-ray                 |            |            |            |            |            |            |             |

### NPO Radio 2 Top 2000
| Nummers met noteringen in de NPO Radio 2 Top 2000 | '99 | '00 | '01 | '02 | '03 | '04 | '05 | '06  | '07  | '08  | '09  | '10  | '11  | '12  | '13  | '14  | '15  | '16  | '17  | '18  | '19  | '20  | '21  | '22  | '23  | '24  |
| ------------------------------------------------- | --- | --- | --- | --- | --- | --- | --- | ---- | ---- | ---- | ---- | ---- | ---- | ---- | ---- | ---- | ---- | ---- | ---- | ---- | ---- | ---- | ---- | ---- | ---- | ---- |
| Black Night                                       | -   | 781 | -   | 552 | 407 | 643 | 724 | 752  | 860  | 691  | 775  | 743  | 894  | 614  | 735  | 992  | 1126 | 1385 | 1373 | 1380 | 1325 | 1522 | 1600 | 1608 | 1823 | 1831 |
| Child in Time                                     | 3   | 2   | 2   | 2   | 3   | 3   | 4   | 4    | 4    | 4    | 5    | 4    | 3    | 4    | 4    | 4    | 8    | 5    | 5    | 6    | 12   | 15   | 15   | 16   | 17   | 19   |
| Smoke on the Water                                | 200 | 110 | 109 | 77  | 67  | 72  | 90  | 89   | 116  | 87   | 64   | 82   | 89   | 104  | 118  | 105  | 148  | 130  | 131  | 119  | 153  | 173  | 183  | 183  | 206  | 205  |
| Woman from Tokyo                                  | -   | 865 | -   | 882 | 670 | 920 | 977 | 1043 | 1213 | 1001 | 1047 | 1085 | 1218 | 1052 | 1073 | 1275 | 1554 | 1687 | 1754 | 1784 | 1837 | 1802 | 1873 | 1986 | 1952 | -    |

1. ↑  Een '-' betekent dat het nummer niet was genoteerd en een vetgedrukt getal geeft de hoogste notering van een nummer aan.